# Anne Brontë
Anne Brontë (Thornton, Inglaterra, 17 de janeiro de 1820 – Scarborough, Inglaterra, 28 de maio de 1849) foi uma poetisa e romancista britânica, a mais jovem da família literária Brontë.
Filha de Patrick Brontë, um clérigo irlandês pobre, Anne Brontë viveu a maioria da sua vida com a sua família na aldeia de Haworth, nos morros de Yorkshire. Entre 1836 e 1837, frequentou um internato em Mirfield, também em Yorkshire. Aos 19 anos, Anne deixou Haworth e trabalhou como governanta entre 1839 e 1845. Depois de deixar este emprego, começou a cumprir o seu desejo de se tornar escritora. Em 1846, publicou um volume de poesia com as suas irmãs (Poems by Currer, Ellis and Action Bell) e, no ano seguinte, publicou o romance Agnes Grey, baseado nas suas próprias experiências como governanta. O seu segundo e último romance, The Tenant of Wildfell Hall, considerado um dos primeiros romances feministas, foi publicado em 1848. À semelhança dos seus poemas, ambos os seus romances foram publicados sob o pseudónimo masculino Acton Bell. Anne faleceu ainda jovem, aos 29 anos, vítima de tuberculose pulmonar.

## Primeiros anos

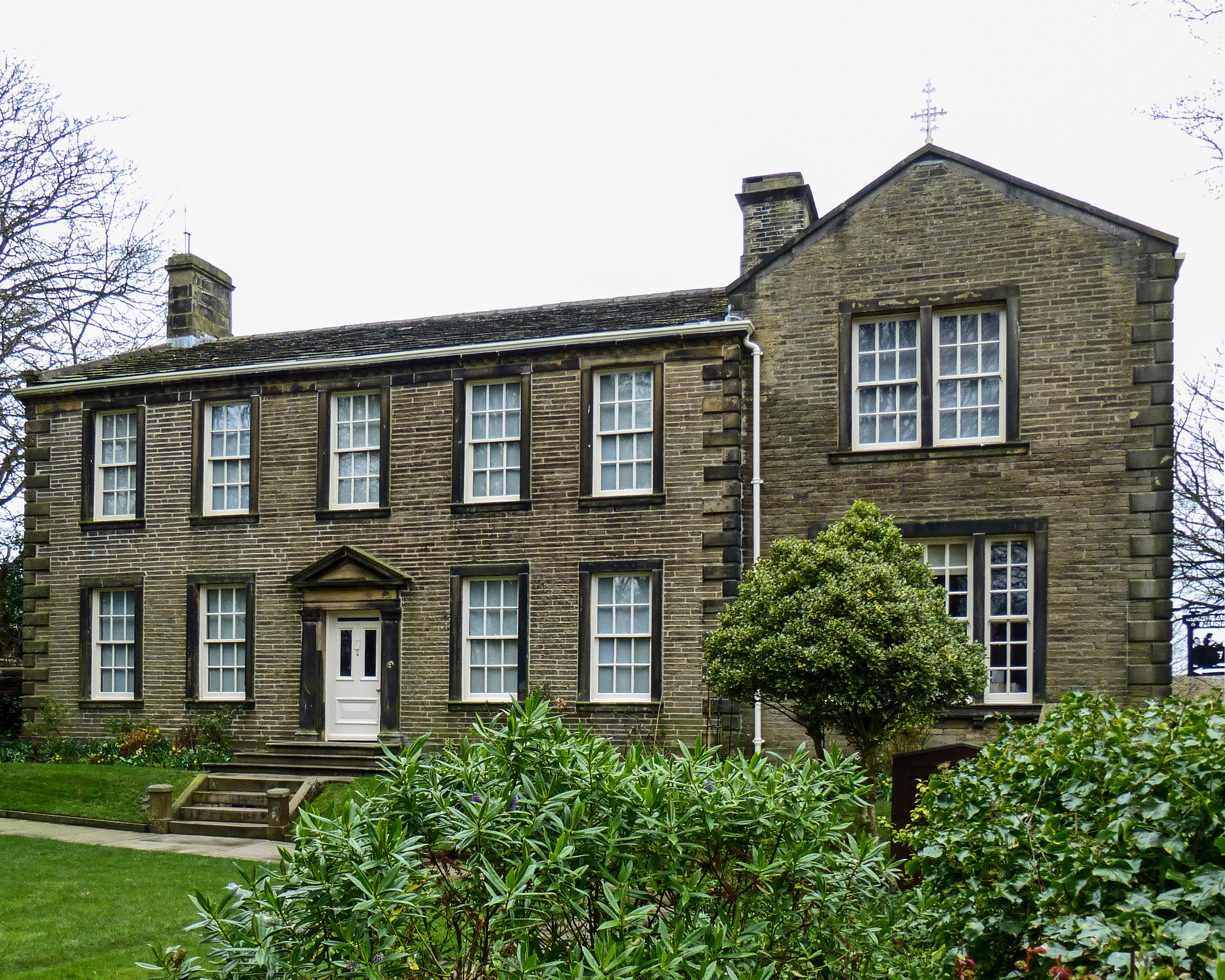
Haworth Parsonage, a casa onde viveu a família Brontë durante vários anos

Anne nasceu em 17 de janeiro de 1820 no número 74 da Market Street em Thorton, Yorkshire. O seu pai, Patrick Brontë era um sacerdote irlandês da Igreja Anglicana de origens humildes e autodidata que se formou em Teologia na Universidade de Cambridge e publicou alguns poemas e versos morais. A sua mãe, Maria Branwell, vinha de uma família abastada e era filha de um comerciante de chá. Anne era a filha mais nova do casal e tinha quatro irmãs e um irmão: Maria (1814–1825), Elizabeth (1815–1825), Charlotte, (1816–1855), Patrick Branwell (1817–1848) e Emily (1818–1848).
Anne foi batizada em 25 de março de 1820 e, no mês seguinte, a sua família mudou-se para Haworth Parsonage, uma casa de cinco quartos em Haworth, onde viveram para o resto das suas vidas.
Anne tinha pouco mais de um ano quando a sua mãe adoeceu com o que se acredita ter sido cancro do útero. Maria faleceu no dia 15 de setembro de 1821. Patrick tentou procurar uma segunda mulher para que os seus filhos não crescessem sem mãe, mas nunca encontrou ninguém. A irmã de Maria, Elizabeth Branwell, mudou-se para a casa da família inicialmente para cuidar da irmã, mas acabou por passar o resto da sua vida lá a criar os seus sobrinhos. Ela fê-lo mais por uma questão de dever do que de afeto e era uma mulher severa que exigia mais respeito do que amor. As crianças mais velhas não criaram uma relação afetuosa com ela, mas acredita-se que Anne era a sua sobrinha preferida.
Na biografia de Elizabeth Gaskell, o pai de Anne recordou-a como precoce e contou que uma vez, quando ela tinha quatro anos de idade e ele lhe perguntou o que uma criança poderia quer mais, ela respondeu: "idade e experiência".
No verão de 1824, Patrick enviou as suas filhas Maria, Elizabeth, Charlotte e Emily para Cronyon Hall em Crofton, West Yorkshire e, mais tarde para o internato Clergy Daughter's School em Cowan Bridge, Lancashire. Em 1825, as irmãs mais velhas de Anne, Maria e Elizabeth morreram de tuberculose com pouco mais de um mês de diferença. Charlotte e Emily regressaram imediatamente para casa. Estas mortes inesperadas criaram uma grande angústia na família e Patrick, destroçado, não conseguiu enviar as suas filhas para outras escolas. Nos cinco anos seguintes, elas foram educadas em casa maioritariamente pelo seu pai e tia. As crianças não socializavam muito com pessoas fora da família e formaram fortes laços de amizade entre si.  Os morros sombrios que rodeavam a sua casa tornaram-se no seu local de brincadeira. Anne partilhava o quarto com a sua tia, o que as aproximou e ela influenciou bastante a sua personalidade e crença religiosa. À semelhança da sua irmã Charlotte, Anne era uma cristã devota.

## Educação

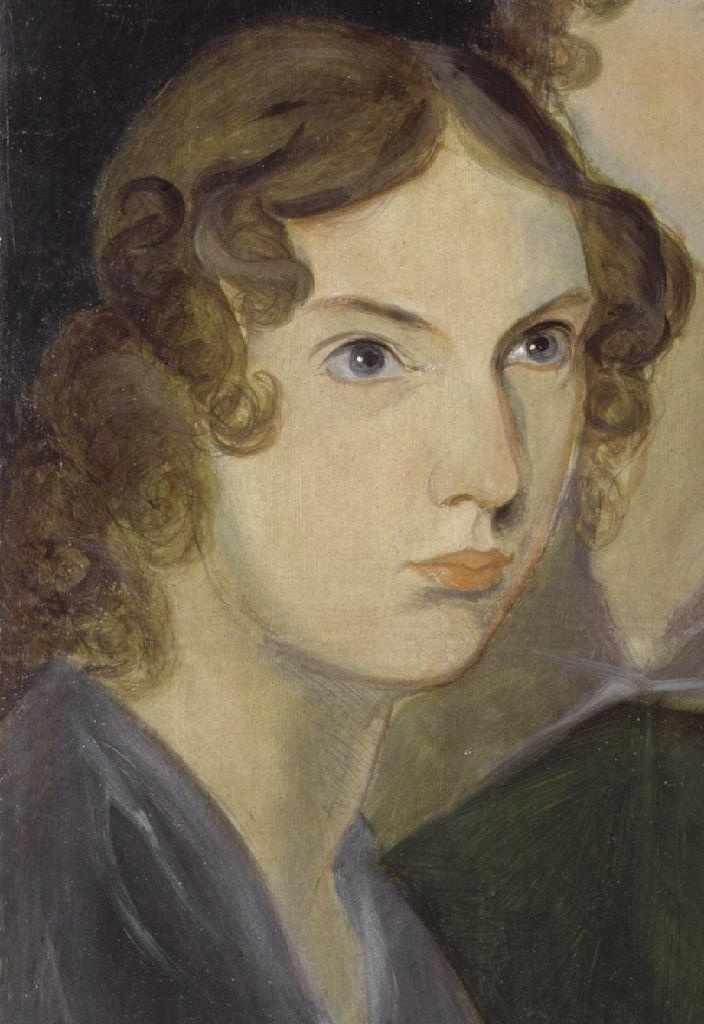
Anne Brontë num quadro de Patrick Branwell Brontë.

A educação caseira de Anne incluiu música e desenho. Anne, Emily e Branwell tinham aulas de piano com um organista da igreja de Keighley. Tiveram também aulas de arte com John Bradley e todos tinham aptidão para o desenho. A sua tia tentou ensinar as sobrinhas a gerir uma casa, mas todas elas estavam mais interessadas na literatura. A grande biblioteca do seu pai era uma fonte de conhecimento. Os irmãos leram a Bíblia, Homero, Virgílio, Shakespeare, Milton, Byron, Scott e muitos outros e examinavam artigos da Edinburgh Magazine, da Fraser's Magazine e do The Edimburgh Review, para além de lerem sobre História, Geografia e Biografias.
A leitura avivou a imaginação das crianças. O seu nível de criatividade atingiu novos patamares quando Branwell recebeu soldados de brincar em junho de 1826. Eles deram nomes aos soldados e desenvolveram personagens que chamavam "Twelves". Isto levou à criação de um mundo imaginário: o reino africano de "Angria" que eles ilustravam com mapas e pinturas a aguarela. As crianças desenvolveram histórias sobre os habitantes de Angria e da sua capital, "Glass Town", que mais tarde chamaram Verreopolis ou Verdopolis.
Os mundos de fantasia começaram a adquirir características do mundo real com soberanos, exércitos, heróis, foras-da-lei, fugitivos, estalagens, escolas e editoras. As personagens e locais imaginados pelas crianças tinham jornais, revistas e crónicas que eram escritos em livros minúsculos escritos em letra tão pequena que era difícil lê-los sem uma lupa. Estas criações e histórias foram uma forma de aprendizagem que as crianças aplicariam mais tarde nas suas obras.

## Juventude
Por volta de 1831, quando Anne tinha 11 anos, ela e Emily criaram o seu próprio mundo fantástico separado do de Charlotte e Branwell: Gondal. Anne era bastante próxima de Emily, principalmente a partir da altura em que Charlotte saiu de casa para frequentar a Roe Head School em janeiro de 1831. Quando a amiga de Charlotte, Ellen Nussey visitou Haworth em 1833, escreveu numa das suas cartas: "(...) Ela (Emily Brontë) e Anne são como gêmeas — companheiras inseparáveis, sempre simpáticas em sua reclusão, esta que não era interrompida (...) ". Ela descreveu Anne da seguinte forma: 
"Anne, a querida e doce Anne era muito diferente dos outros na aparência e ela era a preferida da sua tia. A cor do seu cabelo era um castanho claro muito bonito e este caía no seu pescoço com caracóis graciosos. Ela tinha uns belos olhos azul-violeta, sobrancelhas finas e uma tez clara, quase transparente. Ela ainda estudava, aprendia sobretudo costura, sob o olhar atento da sua tia". 
Charlotte deu aulas a Anne quando regressou de Roe Head em 1835, altura em que Emily começou a estudar na escola. Charlotte era agora professora e financiou uma grande parte das mensalidades de Emily. Porém, Emily ficou doente e com saudades de casa poucos meses depois de começar os seus estudos em Roe Head e Anne tomou o seu lugar em outubro de 1835.
Anne tinha 15 anos quando ingressou em Roe Head. Era a primeira vez que passava algum tempo longe de casa e teve dificuldades em fazer amizades. Ela era calada e trabalhadora e estava determinada a conseguir a educação de que necessitava para se conseguir sustentar sozinha. Anne permaneceu na escola dois anos e conquistou uma medalha de bom comportamento em dezembro de 1836, regressando a casa apenas no Natal e nas férias de verão. Tudo aponta para que Anne e Charlotte não passassem muito tempo juntas em Roe Head (as cartas de Charlotte raramente fazem menção dela), mas Charlotte estava preocupada com a saúde da irmã. Em dezembro de 1837, Anne ficou gravemente doente com uma gastroenterite e passou por uma crise de fé. Charlotte escreveu para o seu pai, que levou Anne para casa onde ela permaneceu até recuperar.

## Trabalho como governanta

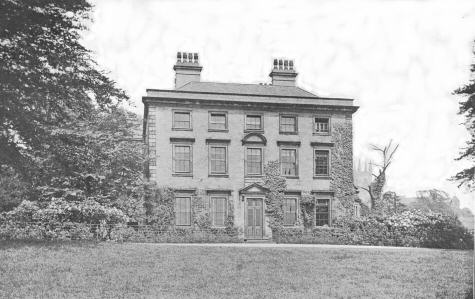
Blake Hall, a casa onde Anne Brontë trabalhou como governanta durante alguns meses, experiência que inspirou o romance Agnes Grey

Um ano depois de terminar os seus estudos, em 1839, Anne, com 19 anos, procurava emprego como professora. Uma vez que era filha de um clérigo pobre, ela precisava de se sustentar. O seu pai não tinha rendimentos privados e a sua propriedade passaria para a igreja quando falecesse. Algumas das poucas carreiras disponíveis para mulheres pobres, mas educadas eram o ensino ou trabalho como governanta. Em abril de 1839, Anne começou a trabalhar como governanta da família Ingham em Blake Hall, perto de Mirfield.
As crianças que Anne tinha a seu cargo eram mimadas, irrequietas e desobedientes e atormentavam-na. Ela tinha muitas dificuldades em controlá-las e não conseguia transmitir-lhes qualquer tipo de educação. Ela não podia castigá-las e, quando se queixou do seu comportamento, para além de não ter recebido apoio, ainda foi criticada e acusada de ser incompetente. Insatisfeitos com o progresso das crianças, os Inghams despediram Anne. Ela regressou a casa no Natal de 1839 e juntou-se a Charlotte e Emily que também tinham deixado os seus empregos. A sua experiência em Blake Hall foi tão traumática que ela a descreveu detalhadamente no seu romance, Anges Grey.
Na altura em que regressou a casa, Anne conheceu William Weightman, um pároco de 25 anos que trabalhava com o seu pai. Depois de o conhecer, ela escreveu vários poemas, o que pode sugerir que se apaixonou por ele, porém não existem provas que o confirmem. William morreu de cólera em 1842 e Anne escreveu o poema "I will not mourn thee, lovely one" ("Não vou fazer luto por ti, meu querido") em sua honra.
Em 1840, Anne conseguiu o seu segundo emprego como governanta dos quatro filhos do reverendo Edmund Robinson e da sua esposa, Lydia, em Thorp Green Hall, uma casa de capo confortável perto de Iorque. Inicialmente, Anne teve os mesmos problemas que em Blake Hall e sentiu saudades da sua casa e da sua família. Porém, apesar da sua personalidade plácida, Anne estava determinada a fazer um bom trabalho e conseguiu educar as crianças, o que fez com que os seus empregadores simpatizassem com ela. As filhas do reverendo tornaram-se suas amigas para a vida inteira.
Enquanto trabalhava com os Robinsons, Anne e as suas irmãs consideraram abrir uma escola, porém o projeto nunca se concretizou e Anne regressou a Thorp Green. Ela regressou a casa em novembro de 1842 quando a sua tia faleceu e as suas irmãs se encontravam em Bruxelas. Elizabeth Branwell deixou uma herança de 350 libras (o equivalente a cerca de 30 000 libras atualmente) a cada uma das suas sobrinhas.
Anne regressou a Thorp Green em janeiro de 1843 com o seu irmão Branwell, que começou a trabalhar para os Robinsons como tutor do único filho rapaz da família, Edmund, que estava a ficar velho demais para estar a cargo de Anne. Os dois trabalharam ali nos três anos seguintes até Branwell ser despedido por ter um caso secreto com a esposa do reverendo. Anne apresentou a sua demissão em junho de 1846.

## Publicação do livro de poemas

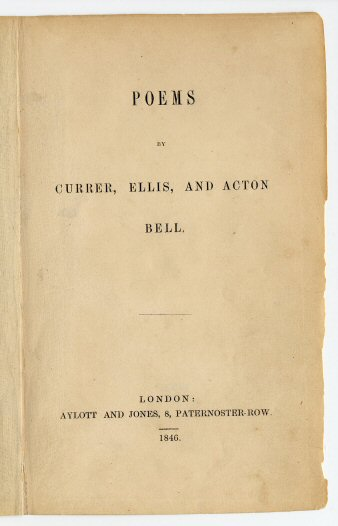
Primeira edição do livro de poemas Poems by Currer, Ellis, and Acton Bell que as irmãs Brontë publicaram de forma independente e sob pseudónimos masculinos em 1846

No verão de 1845, as irmãs de Anne tinham regressado a casa do pai sem perspetivas de emprego. Charlotte encontrou alguns poemas de Emily que ela tinha partilhado apenas com Anne, a sua colaboradora no mundo fantástico de Gondal. Charlotte sugeriu publicar esses poemas e as irmãs trabalharam em conjunto, acabando por reunir 40 poemas (Anne e Emily escreveram 21 poemas e Charlotte os restantes 19) num livro que publicaram de forma independente, e sem contar à restante família, com o dinheiro da herança da tia.
As irmãs temiam que o seu trabalho fosse avaliado de forma diferente por serem mulheres, por isso decidiram publicá-lo sob pseudónimos masculinos cujas iniciais eram iguais às dos seus nomes verdadeiros. Charlotte, Emily e Anne tornaram-se, respectivamente, Currer, Ellis e Acton Bell e o livro Poems by Currer, Ellis and Acton Bell foi publicado em maio de 1846. Apesar de ter recebido algumas críticas positivas, o livro foi um fracasso completo, vendendo apenas duas cópias num ano. No entanto, Anne conseguiu ter algum sucesso com poemas próprios. Em dezembro de 1848, a Leeds Intelligencer e a Fraser's Magazine publicaram o seu poema "The Narrow Way", escrito sob o seu pseudónimo, Acton Bell e, quatro meses antes, a Fraser's Magazine tinha publicado o seu poema, "The Three Guides".

## Romances

### Agnes Grey
As irmãs Brontë começaram a escrever os seus primeiros romances antes de o fracasso do seu primeiro livro se tornar evidente. Charlotte escreveu The Professor, Emily escreveu Wuthering Heights e Anne escreveu Agnes Grey. Em julho de 1846, um conjunto que continha os três romances começou a ser distribuído pelas editoras de Londres.
Após várias rejeições, Wuthering Heights de Emily e Agnes Grey de Anne foram adquiridos por uma editora, mas o romance de Charlotte foi rejeitado por todas as editoras que o receberam. Charlotte não demorou muito a terminar o seu segundo romance, Jane Eyre e este foi imediatamente adquirido pela editora Smith, Elder & Co e foi o primeiro romance das irmãs a ser publicado. Enquanto os romances de Anne e Emily aguardavam publicação, o romance de Charlotte foi um sucesso imediato e enorme. Anne e Emily foram obrigadas a pagar cinquenta libras cada uma para cobrir os custos de publicação dos seus romances. O sucesso do romance de Charlotte levou a editora das suas irmãs a publicar os seus romances ao mesmo tempo em dezembro de 1847. Apesar de ambos terem vendido bem, Anges Grey de Anne foi ofuscado pelo mais dramático Wuthering Heights de Emily.

### The Tenant of Wildfell Hall
O segundo romance de Anne, The Tenant of Wildfell Hall, foi publicado em junho de 1848 e foi um sucesso fenomenal, tendo esgotado em apenas seis semanas.
The Tenant of Wildfell Hall pode ser considerado um dos romances mais chocantes da Era Vitoriana, não só pelo retrato que faz do alcoolismo e da depravação (que feriram profundamente as suscetibilidades da sociedade de meados do século XIX), mas também pela caracterização da sua personagem principal, Helen Graham. Hoje em dia é fácil subestimar a forma como esta personagem desafiou as estruturas sociais e legais existentes na época. Em 1913, May Sinclair disse que o facto de Helen Graham ter, a certa altura do romance, fechado a porta do seu quarto na cara do marido acordou consciências na Inglaterra vitoriana. A heroína do romance de Anne deixa o marido para proteger o filho da sua influência e sustenta-se a si e ao filho ao trabalhar como pintora enquanto vive escondida e com medo de ser descoberta. Ao fazê-lo, a personagem estava a desafiar mais do que convenções sociais: estava a desafiar a lei inglesa. Até 1870, uma mulher casada não tinha uma existência independente legalmente reconhecida: não podia ter propriedades em seu nome, pedir o divórcio ou conseguir a custódia dos filhos. Se uma mulher tentasse viver sozinha, o seu marido tinha o direito de a reclamar como sua propriedade e, se tentasse levar os seus filhos consigo, podia ser acusada de rapto. Se uma mulher vivesse sozinha e com os seus próprios rendimentos, podia ser acusada de roubar o seu marido uma vez que qualquer rendimento era legalmente dele.
Na segunda edição de The Tenant of Wildfell Hall, publicada em agosto de 1848, Anne declarou claramente as suas intenções. Ela respondeu aos críticos (entre eles, a sua irmã, Charlotte) que a acusaram de ter escrito o marido de Helen Graham de forma demasiado gráfica e perturbadora.
Quando tratamos de vícios e de personagens cruéis, sou da opinião de que o melhor é retratá-los como realmente são e não como gostariam de ser retratados. Descrever uma coisa má na sua forma menos prejudicial é, sem dúvida, o caminho mais agradável para um escritor, mas será o mais sincero, ou o mais seguro? Será melhor revelar os perigos e as armadilhas da vida aos leitores jovens e imprudentes, ou escondê-los com ramos e flores? Ó Leitor! Se ao menos houvesse menos deste encobrimento dos factos, deste sussurro de "paz, paz" quando não há paz, haveria menos pecado e sofrimento para ambos os sexos que são deixados a esconder o seu conhecimento indesejável da sua experiência.

## Visita a Londres e tragédias na família

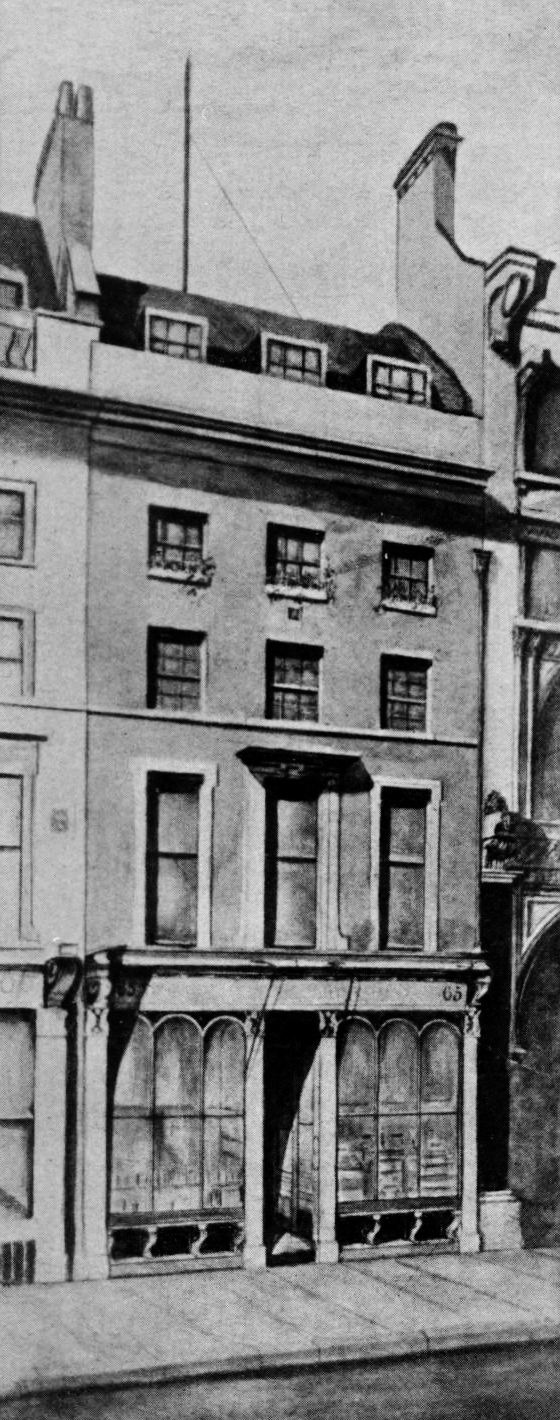
Escritórios da Smith, Elder & Co., a editora de Charlotte Brontë, em Londres

Em julho de 1848, para desmentir os rumores de que os "irmãos Bell" eram a mesma pessoa, Charlotte e Anne viajaram até Londres para revelarem as suas identidades ao editor de Charlotte, George Smith. Emily recusou-se a ir com elas.
Após a visita de Charlotte e Anne a Londres, a sua família foi atingida pela tragédia. Num espaço de dez meses, três dos quatro irmãos Brontë que tinham atingido a idade adulta faleceram.
O primeiro a morrer foi Branwell, em 24 de setembro de 1848, com 31 anos devido a complicações da bronquite crónica de que sofria, apesar de se acreditar que ele poderia ter tuberculose. A sua saúde tinha-se deteriorado bastante nos dois anos anteriores, mas a gravidade do seu estado era muitas vezes ofuscada pelo facto de ele estar constantemente bêbado, e a família, que considerou a sua morte súbita, reagiu com choque à notícia.
A família sofreu de tosse e constipações durante o inverno de 1848, e Emily ficou gravemente doente. O seu estado piorou depressa num espaço de dois meses, e ela recusou assistência médica até à manhã de 19 de dezembro quando, fraca, declarou: "podem chamar um médico? Queria que um me visse". Porém, era demasiado tarde. Às duas da tarde desse dia, depois de uma curta batalha dolorosa enquanto tentava desesperadamente agarrar-se à vida, Emily faleceu com 30 anos.
A morte de Emily afetou profundamente Anne e o seu luto teve impacto na sua saúde. Na época de Natal, Anne apanhou gripe. Os seus sintomas pioraram e o seu pai chamou um médico de Leeds no início de janeiro. O médico chegou a um diagnóstico de tísica (tuberculose) e avisou que já se encontrava num estado bastante avançado, dando poucas esperanças de recuperação. Como era costume, Anne recebeu a notícia com determinação e autocontrolo, mas expressou a sua frustração por não poder realizar todas as suas ambições numa carta a Ellen Nussey:
Não tenho medo da morte: se a achasse inevitável, acho que não teria problemas em aceitar com calma esse cenário... Mas gostaria que Deus me poupasse, não só pelo Papá e pela Charlotte, mas porque quero tanto fazer o bem no mundo antes de o deixar. Tenho muitos planos na minha cabeça para o que quero fazer no futuro. São planos humildes e limitados, sem dúvida, mas ainda assim não queria que não dessem em nada e que a minha vida tenha sido tão desprovida de propósito. Mas que se faça a vontade de Deus.
Ao contrário de Emily, Anne tomou todos os medicamentos indicados e seguiu os conselhos do médico. Nesse mês, escreveu o seu último poema: "A dreadful darkness closes in" ("Uma escuridão terrível aproxima-se") onde fala da sua doença terminal. Nos meses que se seguiram, a sua saúde teve altos e baixos, mas ela foi ficando cada vez mais magra e fraca.

## Morte

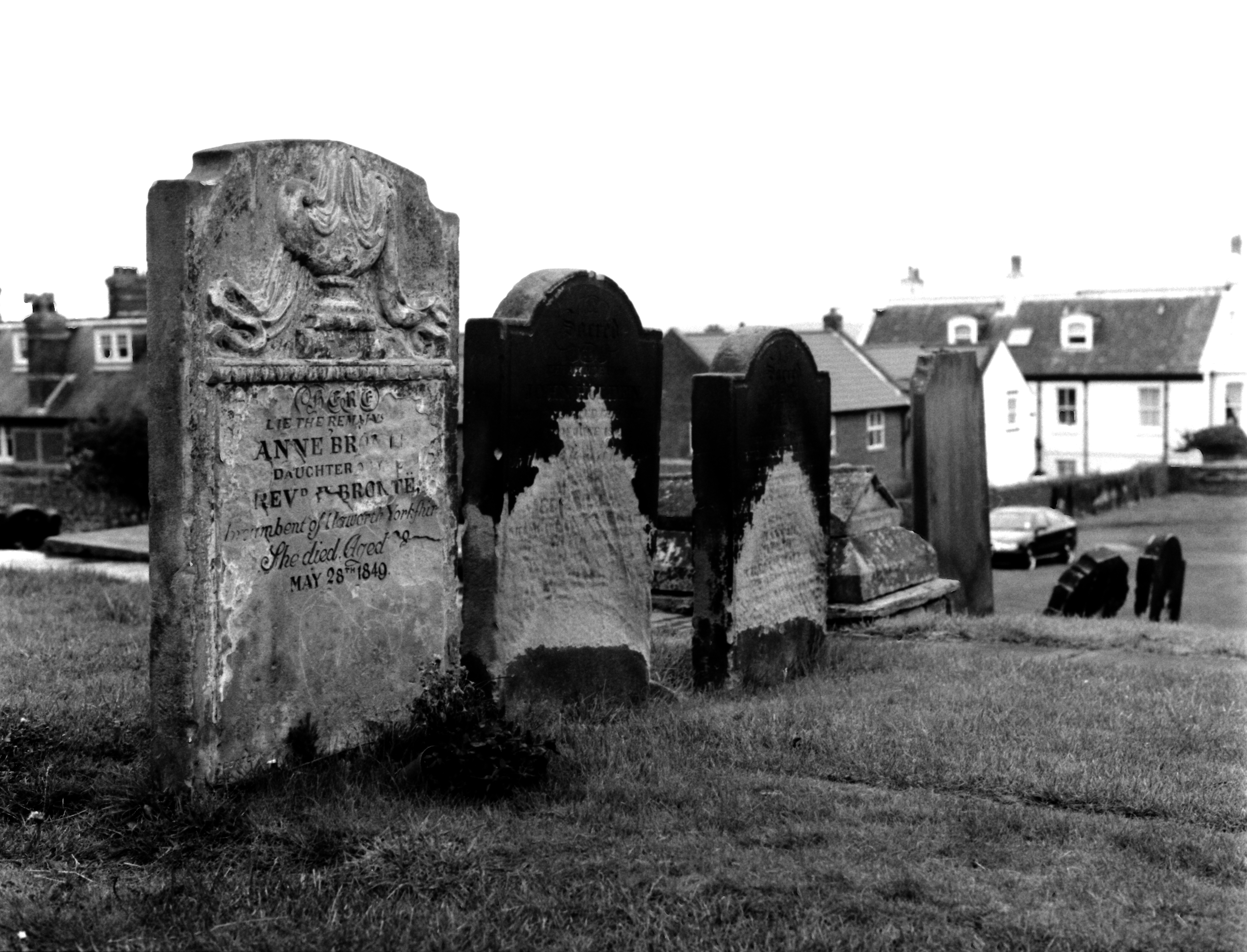
Lápide original da campa de Anne Brontë em Scarborough.

Em fevereiro de 1849, Anne parecia estar a melhorar. Ela decidiu revisitar Scarborough na esperança de que a mudança de local e o ar fresco do mar a ajudassem a recuperar. Inicialmente, Charlotte opôs-se à viagem, com receio de que criaria demasiada agitação para a sua irmã, mas o consentimento do médico e a garantia de Anne de que aquela era a sua última esperança, fizeram-na mudar de ideias. No dia 24 de maio de 1849, Anne despediu-se do seu pai e dos criados em Haworth e partiu para Scarborough com Charlotte e Ellen Nussey. No caminho, elas passaram um dia e uma noite em Iorque onde fizeram algumas compras com Anne numa cadeira de rodas e, a seu pedido, visitaram a Catedral de Iorque. Porém, tornou-se evidente que Anne já não tinha muitas forças.
No domingo, dia 27 de maio, Anne perguntou a Charlotte se seria mais fácil se ela regressasse a casa para morrer em vez de permanecer em Scarborough. Um médico examinou-a no dia seguinte e disse que a sua morte estava próxima. Anne recebeu a notícia com calma e disse a Ellen e Charlotte que as adorava. Ao ver o estado de agitação de Charlotte, ela sussurrou-lhe: "tem coragem". Anne estava consciente e calma antes de falecer durante a tarde do dia 28 de maio de 1849.
Charlotte decidiu "enterrar a flor onde ela tinha caído". Ao contrário da restante família, Anne foi enterrada em Scarborough e não em Haworth. O funeral realizou-se no dia 30 de maio, o que impediu que o seu pai estivesse presente por não conseguir terminar a viagem de 110 quilómetros a tempo. A antiga diretora de Roe Head, Miss Wooler estava em Scarborough e foi a única a aparecer no funeral de Anne. Anne foi enterrada no cemitério da igreja de St Mary por baixo da muralha do castelo. Charlotte encomendou uma pedra para a sua sepultura com a inscrição simples "Aqui repousam os restos mortais de Anne Brontë, filha do reverendo P. Brontë, presbítero de Haworth, Yorkshire. Faleceu com 28 anos no dia 28 de maio de 1849". Quando Charlotte visitou a campa três anos mais tarde, descobriu vários erros na lápide e esta foi alterada. Porém, esta continuou a indicar que a idade de Anne quando morreu era 28 anos quando, na verdade, tinha 29.

## Obras
- Poems by Currer, Ellis and Acton Bell (1846)
- Agnes Grey (1847)
- The Tenant of Wildfell Hall (1848)